# Aktywność twórcza dzieci
Aktywność twórcza dzieci – to chętnie podejmowana i wykonywana z zadowoleniem osobista działalność, oparta na własnych pomysłach i dążeniu do tworzenia czegoś nowego i pożytecznego. Stymulują ją otwarte zadania problemowe, dostosowane do potrzeb i możliwości dziecka oraz jego otoczenia. Powszechną formą przejawiania się aktywności twórczej w wieku przedszkolnym, w dzieciństwie w ogóle jest zabawa, która jest wyraźnie działalnością o charakterze twórczym.
Impulsem aktywności twórczej dziecka jest dążenie do samorealizacji, odkrywania siebie i potrzeby radzenia sobie. Przez wielu pedagogów definiowana jest jako potrzeba biologiczna, której zaspokojenie jest konieczne dla rozwoju każdej istoty. Jest najbardziej wartościową aktywnością, gdyż jest własna (motywowana wewnętrznie). Stymulując aktywność twórczą, pozwala się dziecku na twórcze myślenie i działanie, czyli dwa najskuteczniejsze sposoby nauki.
„Dziecko w sposób naturalny jest twórcą.(…) U dziecka, podobnie jak u człowieka dorosłego, umysł przejawia się swobodnie i wielokierunkowo, zawsze w jakiś sposób, z wyjątkiem sytuacji, gdy człowiek dorosły niszczy go w swym dążeniu do podporządkowania sobie wszystkiego” W momencie gdy aktywność twórcza jest nie tylko nie pobudzana, ale wręcz tłumiona wygasza się w dziecku możliwości twórcze i zmniejsza jego szansę na wszechstronny prawidłowy rozwój.
Niezwykle ważną rolę w wyrażaniu aktywności twórczej pełni ekspresja. Jest ona naturalnym przejawem aktywności psychicznej i sposobem wyrażania siebie.
Do najczęściej występujących w wieku przedszkolnym należą:
- ekspresja ruchowo-mimiczna – realizowana jest poprzez gest, mimikę
- ekspresja ruchowo-muzyczna – nadawanie ruchowi rytmicznego wyrazu i symbolicznego znaczenia, improwizowany taniec
- ekspresja słowna (werbalna) – czynność wyrażania emocji poprzez modulację barwy i dynamikę głosu
- ekspresja słowno-muzyczna – spontaniczne wokalizowanie, improwizowanie słów i melodii
- ekspresja muzyczna – dodatkowo ma tu miejsce improwizowana gra na instrumencie muzycznym lub „gra” na instrumentach zastępczych
- ekspresja plastyczna – jest najbardziej powszechną formą ekspresji. Dzieci w wieku poniemowlęcym, przedszkolnym i młodszym szkolnym samorzutnie rysują, malują pędzlem i palcami, formują w materiałach miękkich, takich jak plastelina, modelina, mokry piasek na plaży, montują formy dekoracyjne i przedstawiające z różnych materiałów odpadowych na płaszczyźnie i w przestrzeni;
- ekspresja konstrukcyjno-techniczna – przejawia się w dziecięcych próbach konstruowania pojazdów (środków lokomocji), budowli, urządzeń technicznych i przyrządów
- ekspresyjna twórczość zabawowa – na ogół jest syntezą wymienionych uprzednio form ekspresji.

Zatem dziedzinami twórczej aktywności dzieci są: aktywność werbalna, aktywność plastyczna i aktywność muzyczna.
Psychologowie i pedagodzy podkreślają, że konieczne jest stymulowanie aktywności twórczej dzieci poprzez właściwą organizację jego środowiska materialnego i niematerialnego. Działalności twórczej bowiem, nie wystarczy jedynie akceptować, trzeba ją stymulować i rozwijać.
Jak twierdzi J. P. Guilford jest pięć powodów, dla których powinno się rozwijać myślenie twórcze:
1. Twórczość jest nieodłącznym składnikiem zdrowia psychicznego.
2. Stanowi ona jeden ze sposobów samorealizacji, pomaga rozwijać tkwiące w jednostce możliwości twórcze.
3. Sprzyja w osiąganiu lepszych wyników w procesie kształcenia.
4. Twórczość jest warunkiem sukcesów zawodowych nawet w najprostszych zawodach.
5. Odgrywa wielką rolę w rozwoju społeczno – gospodarczym.